# Thomas Rütten
Thomas Rütten (* 1960 in Krefeld) ist ein deutscher Arzt, Medizinhistoriker, Autor und Übersetzer.
Nach dem Studium der Medizin, Geschichte, Klassischen Philologie und Musikwissenschaft in Bonn und später in Münster und der Approbation als Arzt 1986 wurde Rütten 1992 mit einer medizinhistorischen Dissertation über Demokrit am Institut zur Theorie und Geschichte der Medizin an der Westfälischen Wilhelms-Universität Münster bei Richard Toellner promoviert. Sie enthält auch eine medizin- und kulturhistorische Auseinandersetzung mit dem Krankheitsbild der Melancholie. Mit einer Schrift über die Geschichte des Hippokratischen Eids habilitiert er sich 1995 ebendort. Nach Forschungsaufenthalten in Wolfenbüttel, Princeton and Paris war Rütten von 2002 bis 2023 Dozent, seit 2006 als Reader in the History of Medicine an der School of Historical Studies der Newcastle University, England. Seither ist er ein independent scholar.
Darüber hinaus hat sich Rütten als literarischer Übersetzer betätigt und Werke von Pauline Melville, Hanif Kureishi und Dave Eggers übertragen. Er war auch an der Übersetzung von Anne Fadimans The Spirit catches you and you Fall Down beteiligt.
Seine Hauptarbeitsgebiete sind die antike, insbesondere die hippokratische Medizin und deren Rezeptionsgeschichte.

## Veröffentlichungen (Auswahl)
- Demokrit – lachender Philosoph und sanguinischer Melancholiker. Eine pseudohippokratische Geschichte. Leiden, New York, Kopenhagen, Cologne: E. J. Brill, 1992. In Ausschnitten online verfügbar
- Krankheit und Genie. In: Thomas Sprecher (Hrsg.): Literatur und Krankheit im Fin-de-siècle. Frankfurt am Main 2002 (= TMS. Band 26), S. 131–170.
- Geschichten vom Hippokratischen Eid. CD-ROM. Wiesbaden: Harrassowitz, 2007.